# Denon AVR-2802
De Denon AVR-2802 is het op een na duurste model Audio/Video-Receiver van het merk Denon uit de periode 2001/2002.
De AVR-2802 heeft een ingebouwde FM RDS/AM radiotuner en is een 6.1 surround ontwerp met 6 versterkte kanalen (voor luidsprekers) met een uitgangsvermogen van 90 watt per kanaal en een "pre-out" voor een subwoofer. De AVR-2802 beschikt over DTS, DTS-ES 6.1, Dolby Digital en Dolby Digital EX decoders voor bronnen met een digitaal meerkanaalsgeluid (bijvoorbeeld dvd of blu-ray) en Dolby Pro-Logic II en DTS Neo:6 voor analoge meerkanaalsbronnen (zoals een videorecorder) en het creëren van meerkanaalsgeluid uit een stereosignaal (2 kanalen). De AVR-2802 heeft een analoge 5.1-kanaals ingang voor apparaten zonder digitale uitgang (maar met ingebouwde decoder). Het apparaat heeft ook een extra "pre-out" voor het aansluiten van een versterker voor een extra achterkanaal (7.1), aansluiting voor een versterker in een andere ruimte (die onafhankelijk kan worden bediend) en 5.1 "pre-outs" voor het aansluiten van een subwoofer, actieve luidsprekers en/of extra versterkers evenals een ingang voor een platenspeler.
Andere modellen uit dezelfde periode zijn (oplopend in prijs en aantal functies) de AVR-1602 (het basismodel), AVR-1802 en de duurdere AVR-3802. Daarnaast voerde Denon ook nog diverse AV-versterkers (zonder tuner) in haar programma. 